# Eupithecia subcanipars
Eupithecia subcanipars är en fjärilsart som beskrevs av Louis Beethoven Prout 1917. Eupithecia subcanipars ingår i släktet Eupithecia och familjen mätare. Inga underarter finns listade i Catalogue of Life.